# Les Sentiments
Les Sentiments és una pel·lícula dramàtica francesa del 2003 escrita per Noémie Lvovsky i Florence Setvos i dirigida per Lvovsky.

## Trama
François i Edith són recentment casats. François, un nou metge, s'ofereix per fer-se càrrec de la consulta de Jacques a la petita ciutat. Jacques i la seva dona Carole ofereixen als nuvis llogar una petita cabana a la seva propietat.
Les dues parelles aviat fan una amistat i aviat la bella Edith comença una relació sexual amb Jacques. El romanç, però, es descobreix i Edith deixa Jacques per tornar amb el seu marit destruint la parella gran en el procés.

## Repartiment
- Nathalie Baye com a Carole
- Jean-Pierre Bacri com a Jacques
- Isabelle Carré com a Edith
- Melvil Poupaud com a François
- Agathe Bonitzer com a Sonia
- Virgile Grünberg com a Léo
- Valeria Bruni Tedeschi de mare jove

## Reconeixements
| Premi / Festival de cinema | Categoria         | Receptors i nominats | Resultat  |
| -------------------------- | ----------------- | -------------------- | --------- |
| Premis César               | Millor pel·lícula |                      | Nominat   |
| Premis César               | Millor actor      | Jean-Pierre Bacri    | Nominat   |
| Premis César               | Millor actriu     | Nathalie Baye        | Nominat   |
| Premis César               | Millor actriu     | Isabelle Carré       | Nominat   |
| Premi Louis-Delluc         | Millor pel·lícula |                      | Guanyador |
| Mostra de Venècia          | Lleó d'Or         |                      | Nominat   |